# Just Friends (album)
Pour les articles homonymes, voir Just Friends.
 (février 2014).
Si vous disposez d'ouvrages ou d'articles de référence ou si vous connaissez des sites web de qualité traitant du thème abordé ici, merci de compléter l'article en donnant les références utiles à sa vérifiabilité et en les liant à la section « Notes et références ».
Just Friends (Sunny) est le premier single du chanteur extrait du premier album du chanteur de neo soul Musiq Soulchild. Il est sorti en août 2000.
La chanson démarre avec la seule voix du chanteur faisant du beat box.